# The Platinum Collection (album Il Volo)
The Platinum Collection – pierwszy album kompilacyjny włoskiego trio Il Volo wydany 12 lutego 2015 roku nakładem wytwórni Universal.
Zestaw składa się ze wszystkich trzech płyt studyjnych wydanych przez zespół: Il Volo z 2010 oraz We Are Love i Il Volo Takes Flight – Live from the Detroit Opera House z 2012 roku.

## Lista utworów
Spis sporządzony na podstawie materiału źródłowego:
| Pierwsza płyta – Il Volo (2010) | Pierwsza płyta – Il Volo (2010) | Pierwsza płyta – Il Volo (2010)                       | Pierwsza płyta – Il Volo (2010) |
| Nr                              | Tytuł utworu                    | Autorstwo                                             | Długość                         |
| ------------------------------- | ------------------------------- | ----------------------------------------------------- | ------------------------------- |
| 1.                              | „Il mondo”                      | Gianni Meccia, Jimmy Fontana, Carlo Pes, Italo Greco  | 4:21                            |
| 2.                              | „E più ti penso”                | Ennio Morricone, Tony Renis, Mogol                    | 4:47                            |
| 3.                              | „È la mia vita”                 | Pino Marino, Maurizio Fabrizio                        | 4:09                            |
| 4.                              | „’O sole mio”                   | Giovanni Capurro, Eduardo Di Capua, Alfredo Mazzucchi | 3:36                            |
| 5.                              | „El reloj”                      | Roberto Cantoral                                      | 4:09                            |
| 6.                              | „Smile”                         | Charlie Chaplin, John Turner                          | 4:47                            |
| 7.                              | „Notte stellata (The Swan)”     | Tony Renis, Camille Saint-Saëns                       | 3:50                            |
| 8.                              | „La luna hizo esto”             | Mark Portman, Diane Warren, Edgar Cortázar            | 3:28                            |
| 9.                              | „Per te”                        | Marco Marinangeli, Josh Groban, Walter Afanasieff     | 5:03                            |
| 10.                             | „Un amore così grande”          | Antonella Maggio, Guido Ferilli                       | 4:22                            |
| 11.                             | „Painfully Beautiful”           | Diane Warren                                          | 3:45                            |
| 12.                             | „This Time”                     | Kevin Griffin, Mike Busbee, Michelle Robin Lewis      | 3:06                            |
|                                 |                                 |                                                       | 49:23                           |

| Druga płyta – We Are Love (2012) | Druga płyta – We Are Love (2012)                     | Druga płyta – We Are Love (2012)                                      | Druga płyta – We Are Love (2012) |
| Nr                               | Tytuł utworu                                         | Autorstwo                                                             | Długość                          |
| -------------------------------- | ---------------------------------------------------- | --------------------------------------------------------------------- | -------------------------------- |
| 1.                               | „Questo amore”                                       | Diane Warren, Marco Marinangeli                                       | 4:34                             |
| 2.                               | „L’ultima volta”                                     | Max Calo, Raffaele Di Pietro                                          | 3:33                             |
| 3.                               | „I Bring You to My Senses”                           | Diane Warren                                                          | 4:04                             |
| 4.                               | „Beautiful Day”                                      | Adam Clayton, David Howell Evans, Paul David Hewson, Larry Mullen Jr. | 3:16                             |
| 5.                               | „Splendida”                                          | Jörgen Elofsson, Marco Marinangeli, William Ross                      | 4:19                             |
| 6.                               | „Historia de un amor”                                | Carlos Eleta Almarán                                                  | 3:54                             |
| 7.                               | „Luna nascosta” (Motyw muzyczny z filmu Hidden Moon) | Luis Bacalov, Humberto Gatica, Massimo Guantini, Tony Renis           | 3:39                             |
| 8.                               | „Il canto” (z Plácido Domingo)                       | Luca Barbarossa, Romano Musumarra                                     | 4:28                             |
| 9.                               | „We Are Love”                                        | Edgar Cortázar, Mark Portmann                                         | 4:30                             |
| 10.                              | „Così” (z Erosem Ramazzottim)                        | Luca Chiaravalli, Eros Ramazzotti                                     | 4:15                             |
| 11.                              | „Bienvenido nuestro amor”                            | Edgar Cortázar, Mark Portmann                                         | 3:42                             |
| 12.                              | „Non farmi aspettare”                                | Emiliano Cecere, Saverio Grandi                                       | 4:03                             |
|                                  |                                                      |                                                                       | 48:17                            |

| Trzecia płyta – Il Volo... Takes Flight - Live from Detroit Opera House (2011) | Trzecia płyta – Il Volo... Takes Flight - Live from Detroit Opera House (2011) | Trzecia płyta – Il Volo... Takes Flight - Live from Detroit Opera House (2011) | Trzecia płyta – Il Volo... Takes Flight - Live from Detroit Opera House (2011) |
| Nr                                                                             | Tytuł utworu                                                                   | Autorstwo                                                                      | Długość                                                                        |
| ------------------------------------------------------------------------------ | ------------------------------------------------------------------------------ | ------------------------------------------------------------------------------ | ------------------------------------------------------------------------------ |
| 1.                                                                             | „Il nondo” (Live)                                                              | Jimmy Fontana, Italo Greco, Gianni Meccia, Carlos Pes                          | 4:09                                                                           |
| 2.                                                                             | „Un amore così grande” (Live)                                                  | Guido Maria Ferilli, Antonella Maggio                                          | 3:20                                                                           |
| 3.                                                                             | „Ti voglio tanto bene” (Live)                                                  | Ernesto Curtis                                                                 | 2:44                                                                           |
| 4.                                                                             | „Granada” (Live)                                                               | Augustín Lara                                                                  | 3:59                                                                           |
| 5.                                                                             | „E più ti penso” (Live)                                                        | Mogol, Ennio Morricone, Tony Renis                                             | 4:54                                                                           |
| 6.                                                                             | „’O sole mio” (Live)                                                           | Eduardo Capua                                                                  | 3:41                                                                           |
| 7.                                                                             | „Non ti scordar di me” (Live)                                                  | Ernesto Curtis, Domenico Furno                                                 |                                                                                |
| 8.                                                                             | „This Time” (Live)                                                             | Kevin Griffin, Mike Busbee, Michelle Robin Lewis                               | 3:10                                                                           |
| 9.                                                                             | „Smile” (Live)                                                                 | Charlie Chaplin, John Turner                                                   | 4:51                                                                           |
| 10.                                                                            | „Mattinata” (Live)                                                             | Ruggero Leoncavallo                                                            | 2:43                                                                           |
| 11.                                                                            | „Music proibita” (Live)                                                        | Stanislao Gastaldon                                                            | 3:26                                                                           |
| 12.                                                                            | „Mamma” (Live)                                                                 | Cesare Andrea Bixio                                                            | 3:40                                                                           |
| 13.                                                                            | „La luna hizo esto” (Live; z Pią Toscano)                                      | Edgar Cortázar, Mark Portman, Dianne Warren                                    | 3:34                                                                           |
| 14.                                                                            | „Notte stellata (The Swan)” (Live)                                             | Tony Renis, Camille Saint-Saëns                                                | 3:54                                                                           |
| 15.                                                                            | „Funiculi’ funicula” (Live)                                                    | Luigi Denza                                                                    | 3:26                                                                           |
|                                                                                |                                                                                |                                                                                | 51:31                                                                          |

## Notowania na listach przebojów
| Kraj   | Lista (2015) | Najwyższe miejsce |
| ------ | ------------ | ----------------- |
| Włochy | Album Top 20 | 13                |